# État indépendant d'Aramoana
L'État indépendant d'Aramoana est une micronation née de la campagne d'opposition au projet d'une fonderie d'aluminium à Aramoana, en Nouvelle-Zélande.

## Histoire
Depuis sa création, le Conseil d'Otago Harbour investit dans la construction d'un port au nord de son territoire. Cela comprend le dépôt de grosses pierres pour une digue protégeant l'entrée, un village de logements pour les travailleurs puis pour le tourisme, une vaste zone de marais salants et l'assèchement de pâturages pauvres.
Après l'ouverture de la fonderie d'aluminium de Comalco à Tiwai Point (en), près de Bluff, Otago cherche un projet similaire en 1974 à installer sur le territoire d'Aramoana. À la fin des années 1970, une grande fonderie d'aluminium est présentée par un consortium composé de Fletcher-Challenge, CSR Limited (en) et Alusuisse basé en Nouvelle-Zélande.
Un premier plan prévoit la destruction des villages d'Aramoana et de Te Ngaru ainsi que de la réserve de faune locale. Il est retiré face aux protestations.
L'opposition reste alerte à toute activité inhabituelle sur le territoire dépendant du conseil d'Otago Harbour. Quand les sentinelles remarquent les préparatifs à des travaux d'aplanissement durant l'été 1979-1980, ils lancent bientôt la campagne "Save Aramoana".
Dans le même temps, le site est inscrit dans le schéma de district de Waikouaiti, dont on doute de la légalité et qui est attaqué au tribunal. Ceci a pour conséquence l'arrêt du chantier le temps de la procédure judiciaire. L'entreprise est d'abord condamnée à verser 50 000 dollars. Quand il est devenu clair que le projet ne serait pas en mesure de se faire selon les règles existantes, une campagne publique est lancée pour ou contre la fonderie.
Le gouvernement, favorable à la fonderie en vue de la construction du barrage de Clyde, dans le cadre du Think Big, adopte une loi de développement nationale. Waikouaiti, maintenant réuni avec Taieri pour former Silverpeaks (en), publie un schéma de développement plus solide sur le plan juridique pour des terrains industriels, en particulier pour une fonderie à Aramoana. Ces dispositions sont de nouveau portés au tribunal qui demande à ne plus faire référence à ce projet industriel.
Afin de maintenir l'attention du public, l'État indépendant d'Aramoana est proclamé en sécession de la Nouvelle-Zélande le 23 décembre 1980, une série de timbres au nom de cet État est émise à l'occasion, un poste de douane et une ambassade proposent des passeports imprimés et des certificats de citoyenneté. Une vente aux enchères d'œuvres d'artistes néo-zélandais comme Ralph Hotere permet de récolter 50 000 dollars locaux en 1982.
Le consortium est approuvé par le gouvernement néo-zélandais, qui propose de subventionner le coût de l'électricité nécessaire au fonctionnement de l'usine, ce qui fait craindre d'importantes hausses de prix de l'électricité dans tout le pays à plus long terme. La campagne d'opposition met en avant le doute sur la viabilité économique du projet. Ceci et la baisse des prix de l'aluminium sur les marchés mondiaux des matières premières conduisent finalement au retrait d'Alusuisse du consortium en octobre 1981. Les autres partenaires ne réussissent pas à compenser ce retrait et abandonnent le projet.
On pense alors que le gouvernement ne prendra pas le risque de rédiger une loi qui aurait pour but la création de la fonderie comme il l'a fait pour le barrage de Clyde. Le Think Big étant de plus en plus décrié, le projet disparaît discrètement. Pechiney abandonne, Alusuisse se tourne vers le Zaïre. L'État indépendant réintègre pacifiquement la Nouvelle-Zélande, Aramoana retrouve la possession de son territoire, le marais salant est classé réserve naturelle.
La communauté gagne tous ses procès et réintègre officiellement la Nouvelle-Zélande en 1981.